# Tiffany Thornton
Tiffany Dawn Thornton, ameriška televizijska in filmska igralka ter pevka, * 14. februar 1986, College Station, Teksas, Združene države Amerike.
Najbolj je prepoznavna po vlogi Tawni Hart v televizijski seriji Sonny With A Chance.

## Zgodnje življenje
Tiffany Dawn Thornton se je rodila 14. februarja 1986 v College Stationu, Teksas, Združene države Amerike, kot drugi otrok v družini. Ima starejšega brata po imenu John Scott Thornton. V otroštvu si je pri enajstih letih zlomila desno roko, pri petnajstih pa levi gleženj. V otroštvu je imela lase vedno svetle, vendar so se ji potemnili, ko je odrasla in zdaj si jih barva.

## Kariera

### Igralska kariera
Svojega dosedanjega agenta je spoznala na IMTA (international model & talent agency), kamor je hodila peti in igrati.
Svoji prvi dve vlogi si je priborija z osemnajstimi leti, torej leta 2004 in sicer v televizijskih serijah Peterčki ter Moja najstnica, nadaljevala pa jo je že naslednjega leta, leta 2005 in sicer v televizijskih serijah Ameriški sen in O.C..
Leta 2006 je igrala v televizijskih serijah That's So Raven, Jericho in Razočarane gospodinje, leta 2007 v televizijskih serijah Hannah Montana in Čarovniki s trga Wawerly, leta 2008 pa v Disney Channel's Totally New Year 2008.
Leta 2009 jo lahko opazimo v filmu Maskota Pete ter televizijski seriji Leo Little's Big Show, začne pa tudi s snemanjem serije Sonny With A Chance, kjer igra Tawni Hawn. V tej televizijski seriji igrajo tudi igralci, kot so Demi Lovato, Sterling Knight, Brandon Mychal Smith, Doug Brochu ter Allisyn Ashley Arm. Istega leta (2009) se je pojavila tudi v videospotu »I Belive In Santa Claus«. Igrala je tudi v promociji televizijske serije, v videospotu za pesem Demi Lovato, »La La Land«.

### Petje
S svojo pevsko kariero je Tiffany Thornton začela leta 2009, ko je v duetu s pevcem in igralcem Mitchellom Mussom posnela svoj prvi singl z naslovom »Let It Go«. Še istega leta je zapela pesmi, kot so »I Belive« (skupaj z Kermit the Frogom), »Magic Mirror«, »Some Day My Prince Will Come« in »If I Never Knew You«. Za »Some Day My Prince Will Came«, ki je od vseh dosegla največji uspeh, je istega leta posnela tudi videospot.

## Zasebno življenje
Tiffany Thornton trenutno živi v stanovanju v severnem Hollywoodu skupaj s sostanovalko Melisso Carcache, doma v Teksasu pa je pustila psičko Lacy. Pravi, da so nanjo in na njeno delo najbolj vplivali njeni vzorniki, kot so Al Pachino, James Franco ter Sarah Jessica Parker in da če se ne bi uveljavila v filmski industriji, bi po vsej verjetnosti postala pediatrinja. Je zelo dobra prijateljica z Katelyn Tarver, Karleigh Santry in Katie Santry. Njeni najljubši hobiji so nogomet, košarka in bejzbol. Po veri je kristjanka.
S svojim fantom, s katerim je hodila eno leto, Christopherjem Carneyjem, se je zaročila v decembru 2009. Tiffany Thornton je povedala: »Sem Kristjanka. Brez svoje vere ne bi imela ničesar.«

## Filmografija
| Filmi                      | Filmi                                  | Filmi               | Filmi                                                                         |  |
| Leto                       | Naslov                                 | Vloga               | Opombe                                                                        |  |
| -------------------------- | -------------------------------------- | ------------------- | ----------------------------------------------------------------------------- |  |
| 2009                       | Maskota Pete                           | Jamie               |                                                                               |  |
| Televizija                 |                                        |                     |                                                                               |  |
| Leto                       | Naslov                                 | Vloga               | Opombe                                                                        |  |
| 2004                       | Peterčki                               | Stacy               |                                                                               |  |
| 2004                       | Moja najstnica                         | Marni               | 1 episode: »Car Trouble«                                                      |  |
| 2005                       | Ameriški sen                           | Tonya               | 2 epizodi: »Truth Be Told« in »Home Again«                                    |  |
| 2005                       | O.C.                                   | Ashley              | 3 epizode: »The Shape of Things to Come«, »The Disconnect«, »The Safe Harbor« |  |
| 2006                       | Razočarane gospodinje                  | Barbie              | 1 epizoda: »No One Is Alone«                                                  |  |
| 2006                       | That's So Raven                        | Tyler Sparks        | 1 epizoda: »Checkin' Out«, del »That's So Suite Life of Hannah Montana«       |  |
| 2006                       | Jericho                                | Stephanie Lancaster |                                                                               |  |
| 2007                       | Hannah Montana                         | Becky               | 2 epizodi: »Get Down, Study-udy-udy« in »Yet Another Side of Me«              |  |
| 2007                       | Čarovniki iz trga Wawerly              | Susan               | 1 epizoda: »Movies«                                                           |  |
| 2009-danes                 | Sonny With a Chance                    | Tawni Hart          | Ena izmed glavnih vlog                                                        |  |
| Ostali televizijski pojavi |                                        |                     |                                                                               |  |
| Leto                       | Naslov                                 | Vloga               | Opombe                                                                        |  |
| 2008                       | Disney Channel's Totally New Year 2008 | Ona                 |                                                                               |  |
| 2009                       | Leo Little's Big Show                  | Ona                 |                                                                               |  |

## Diskografija

### Pesmi
- 2009 »Let It Go« (z Mitchellom Mussom[4]) - Disney Channel Playlist
- 2009 »Some Day My Prince Will Come«[5] - Snow White and the Seven Dwarfs: Diamond Edition DVD/Blu-ray
- 2009 »If I Never Knew You«[5] - DisneyMania 7
- 2009 »Magic Mirror« - Tinker Bell and the Lost Treasure
- 2009 »I Belive« (s Kermit the Frogom)

### Videospoti
- 2009: »Some Day My Prince Will Come«
- 2009: »I Believe in Santa Claus«